# 仁順真漂亮
《仁順真漂亮》（韓語：인순이는 예쁘다）是韓國KBS於2007年11月7日起播放的水木連續劇。

## 劇情介紹
講述朴仁順因一次錯手殺人而入獄，出獄後仁順與兒時朋友，畢業於外國名門大學的劉相宇發展出一段愛故事。

## 演員表

### 主要人物
- 金賢珠 飾演 朴仁順
- 金民俊 飾演 劉相宇
- 李　莞 飾演 張根秀
- 羅映姬 飾演 李善英
- 嚴孝燮 飾演 徐慶俊
- 徐孝琳 飾演 金正雅
- 崔日和 飾演 劉炳國

### 其他人物
- 金美京 飾演 吳明淑
- 羅　允 飾演 宋鎮泰
- 趙德賢 飾演 高在植
- 李仁譓 飾演 韓在顏
- 李賢俊 飾演 徐恩錫
- 朴順天 飾演 朴鈺善
- 張瑛蘭 飾演 高美花
- 車英玉 飾演 南素晴
- 李梅梨 飾演 韓美親

## 外部連結
- 韓國KBS官方網站 （页面存档备份，存于） 

## 作品的變遷
| KBS 水木劇                        | KBS 水木劇                            | KBS 水木劇 |
| --------------------------------- | ------------------------------------- | ---------- |
|                                   | 仁順真漂亮 （2007.11.07－2007.12.27） |            |
| 死六臣 （2007.08.08－2007.11.01） | 快刀洪吉童 （2008.01.02－2008.03.26） |            |